# Satyrus praestans
Satyrus praestans är en fjärilsart som beskrevs av Andrej Nikolajewitsch Avinoff och Sweadner 1951. Satyrus praestans ingår i släktet Satyrus och familjen praktfjärilar. Inga underarter finns listade.